# 营东高速公路
营东高速公路，简称营东高速，全长约294 km，是吉林省一条省级高速公路，原为营梅高速公路，2013年后东丰至梅河口段13.10 km划入国家高速公路网集双高速公路，因而营城子至东丰县城段改称营东高速公路。
线路起于长营高速公路营城子互通，至东丰县城北接集双高速公路东丰互通，全长62 km，设计行车速度100 km/h，双向四车道。

## 历史
营梅高速公路起于长营高速公路营城子互通，终点接吉林至草市高速公路梅河口万隆互通，全长74.492 km，有大中桥梁7座，分立立交4座，互通立交4座，天桥14座，养护管理所、服务区各一处，收费站3处。其中营城子至建国（那丹伯镇）段利用现有一级公路8.09 km进行封闭改造，那丹伯镇至东丰段利用已建成的右半幅一级公路改造高速公路，里程为50.145 km；新建东丰至梅河口段高速公路，里程为16.257 km；新建那丹伯曙光村至建国村二级高速公路标准辅道2.212 km，改建东丰连接线1.55 km一级公路及17 km简易连接道。
2007年被调整为缓建项目，2009年6月复工建设，计划投资12.12亿元，工期3年（营城子至东丰段为2年，东丰至梅河口段为3年，预计分别在2010年9月30日和 2011年9月30日通车）。2010年11月11日，营梅高速公路建成通车，吉林省委书记孙政才出席通车典礼并剪彩。
2013年10月22日至23日，吉林交通运输厅组织验收委员会对营城子经东丰至梅河口高速公路进行了竣工验收，项目综合评定等级为优良。